# Леонидас Запунидис
Леонидас Запунидис (на гръцки: Λεωνίδας Ζαπουνίδης; на сръбски: Леонидас Запунидис или Leonidas Zapunidis) е сръбски театрален деец.

## Биография
Роден е на 15 август 1930 година в драмското село Балкалар на гръцки Псилокастро, Гърция. Завършва осми клас в Гърция. Участва в Гражданската война на страната на Демократичната армия на Гърция. След разгрома на комунистическите сили на 15 август 1949 година се установява във Федерална Югославия. В 1968 година става югославски гражданин. В Нови Сад учи тапицерски занаят и добива званието квалифициран работник. Работи в предприятието „Нина“. На 10 февруари 1965 година постъпва като реквизитор в Сръбския народен театър в Нови Сад. Показва организационни способности и в 1978 година става главен реквизитор на театъра. Пенсионира се на 2 април 1990 година.
Умира в Нови Сад на 31 януари 2012 година.